# Vauvillers, Haute-Saône
Vauvillers este o comună franceză situată în departamentul Haute-Saône, în regiunea culturală și istorică Franche-Comté și în regiunea administrativă Burgundia-Franche-Comté. Aceasta beneficiază de titlul de Cité de Caractère de Bourgogne-Franche-Comté.

## Geografie

### Comune limitrofe
| Alaincourt | Pont-du-Bois |                              |
|            |              | Mailleroncourt-Saint-Pancras |
| Montdoré   | Melincourt   |                              |

### Clima
În 2010, climatul comunei este de tip climat semicontinental, conform unui studiu al Centrului Național de Cercetare Științifică bazat pe o serie de date din perioada 1971-2000. În 2020, Météo-France publică o tipologie a climei din Franța metropolitană în care comuna se află într-un climat semi-continental și este în regiunea climatică Lorraine, plateau de Langres, Morvan, caracterizată de ierni aspre (1,5 °C), vânturi moderate și cețuri frecvente în toamnă și iarnă.
Pentru perioada 1971-2000, temperatura medie anuală este de 9,9 °C, cu o amplitudine termică anuală de 17 °C. Cumulul anual mediu de precipitații este de 970 mm, cu 12,7 zile de precipitații în ianuarie și 9,7 zile în iulie. Pentru perioada 1991-2020, temperatura medie anuală observată la stația meteorologică Météo-France cea mai apropiată, „Venisey”, situată în comuna Venisey la 13 km în linie dreaptă, este de 11 °C și cumulul anual mediu de precipitații este de 850,7 mm. Temperatura maximă înregistrată la această stație este de 39,7 °C, atinsă pe 25 iulie 2019; temperatura minimă este de −17,4 °C, atinsă pe 30 decembrie 2005.
Parametrii climatici ai comunei au fost estimați pentru mijlocul secolului (2041-2070) conform diferitelor scenarii de emisie de gaze cu efect de seră, bazate pe noile proiecții climatice de referință DRIAS-2020. Aceștia pot fi consultați pe un site dedicat publicat de Météo-France în noiembrie 2022.

## Urbanism

### Tipologie
La 1 ianuarie 2024, Vauvillers este categorisită ca o comună rurală cu habitat dispersat, conform noii grile comunale de densitate cu șapte niveluri definită de INSEE (Institutul Național de Statistică și Studii Economice) în 2022. Este situată în afara unităților urbane și în afara zonei metropolitane a orașelor.

### Utilizarea terenului
Ocuparea terenurilor din comună, așa cum reiese din baza de date europeană de ocupare biogeofizică a terenurilor Corine Land Cover (CLC), este marcată de importanța teritoriilor agricole (57,9% în 2018), o proporție aproape identică cu cea din 1990 (58,2%). Repartizarea detaliată în 2018 este următoarea: pajiști (38,2%), păduri (31,5%), terenuri arabile (10,9%), zone agricole eterogene (8,8%), zone urbanizate (6,6%), medii cu vegetație arbustivă și/sau ierboasă (4%). Evoluția ocupării terenurilor în comună și a infrastructurilor sale poate fi observată pe diferitele reprezentări cartografice ale teritoriului: harta Cassini (secolul XVIII), harta de stat-major (1820-1866) și hărțile sau fotografiile aeriene ale IGN pentru perioada actuală (1950 până în prezent).

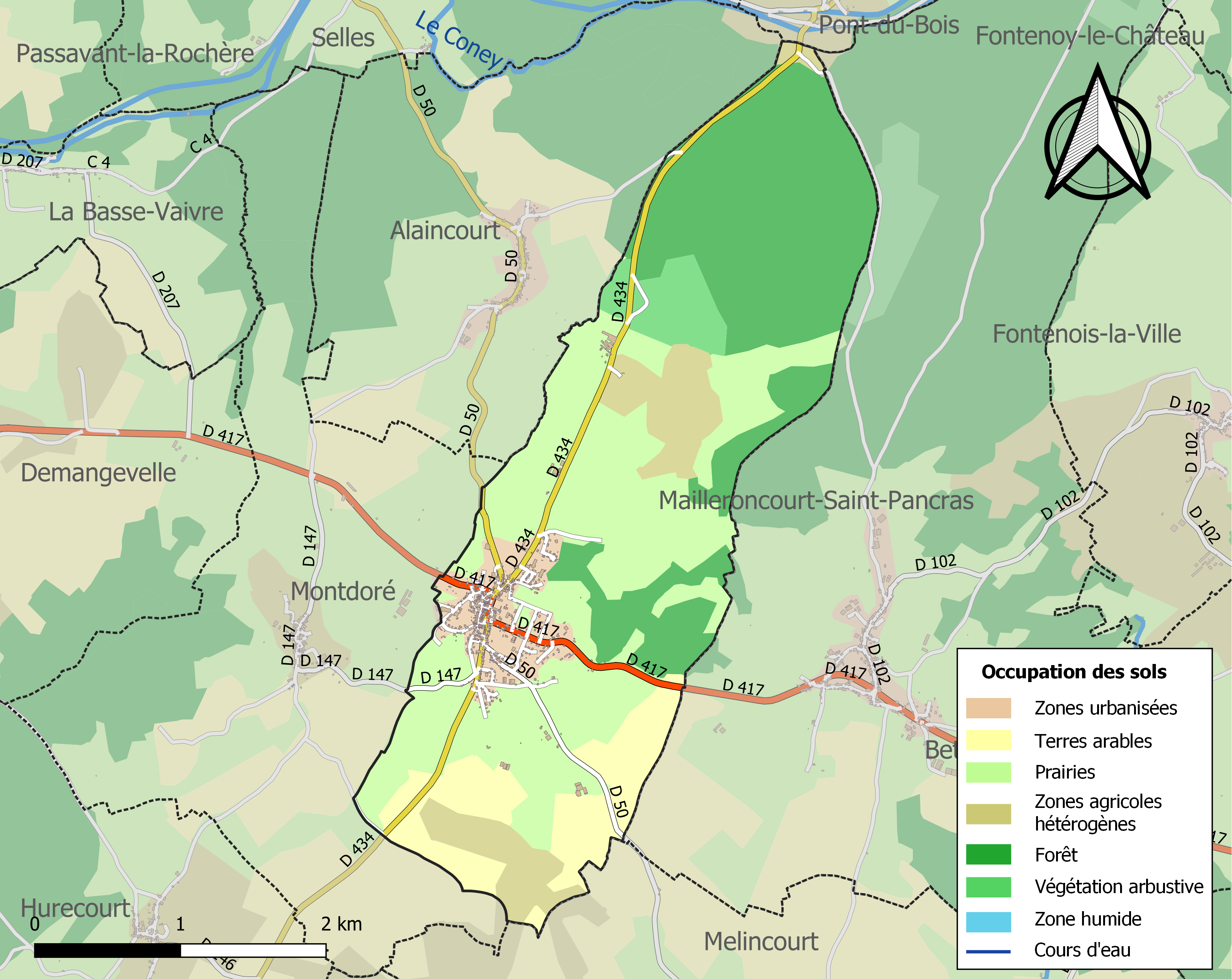
Harta infrastructurii și utilizării terenului a comunei în 2018 (CLC).

## Istorie
Vauvillers era terre de surséance disputat între Comitatul Burgundiei și Ducatul Lorenei.

## Politică și administrație

### Legături administrative și electorale
Comuna face parte din arondismentul Lure din departamentul Haute-Saône, în regiunea Burgundia-Franche-Comté. Pentru alegerea deputaților, depinde de prima circumscripție a Haute-Saône.
Vauvillers a fost, din 1801, reședința cantonului Vauvillers. În cadrul reorganizării cantonale din 2014 din Franța, comuna a fost atașată cantonului Jussey.

### Intercomunalitate
Vauvillers a fost membră a comunității de comune Saône et Coney, creată la 26 decembrie 2002.
În cadrul schemei departamentale de cooperare intercomunală aprobată în decembrie 2011 de prefectul din Haute-Saône, care prevede în special fuziunea acestei intercomunalități, a comunității de comune Saône et Coney și a comunității de comune Val de Semouse, comuna este membră, începând cu 1 ianuarie 2014, a comunității de comune Haute Comté.

## Populația și societatea

### Date demografice
Evoluția numărului de locuitori este cunoscută prin recensămintele populației efectuate în comuna respectivă începând din 1793. Pentru comunele cu mai puțin de 10 000 de locuitori, un recensământ al întregii populații este realizat la fiecare cinci ani, populațiile legale pentru anii intermediari fiind estimate prin interpolare sau extrapolare. Pentru comuna respectivă, primul recensământ exhaustiv în cadrul noului dispozitiv a fost realizat în 2004.
În 2021, comuna număra 616 locuitori, în scădere cu 8,61% față de 2015 (Haute-Saône: −1,43%, Franța fără Mayotte: +1,84%).
| An        | 1793 | 1821 | 1841 | 1856 | 1872 | 1886 | 1901 | 1921 | 1936 | 1962 | 1982 | 2006 | 2014 | 2021 |
| --------- | ---- | ---- | ---- | ---- | ---- | ---- | ---- | ---- | ---- | ---- | ---- | ---- | ---- | ---- |
| Populație | 1007 | 1031 | 1246 | 1180 | 1204 | 1227 | 1135 | 840  | 750  | 723  | 761  | 697  | 672  | 616  |

## Cultura și patrimoniul local

### Locuri si monumente

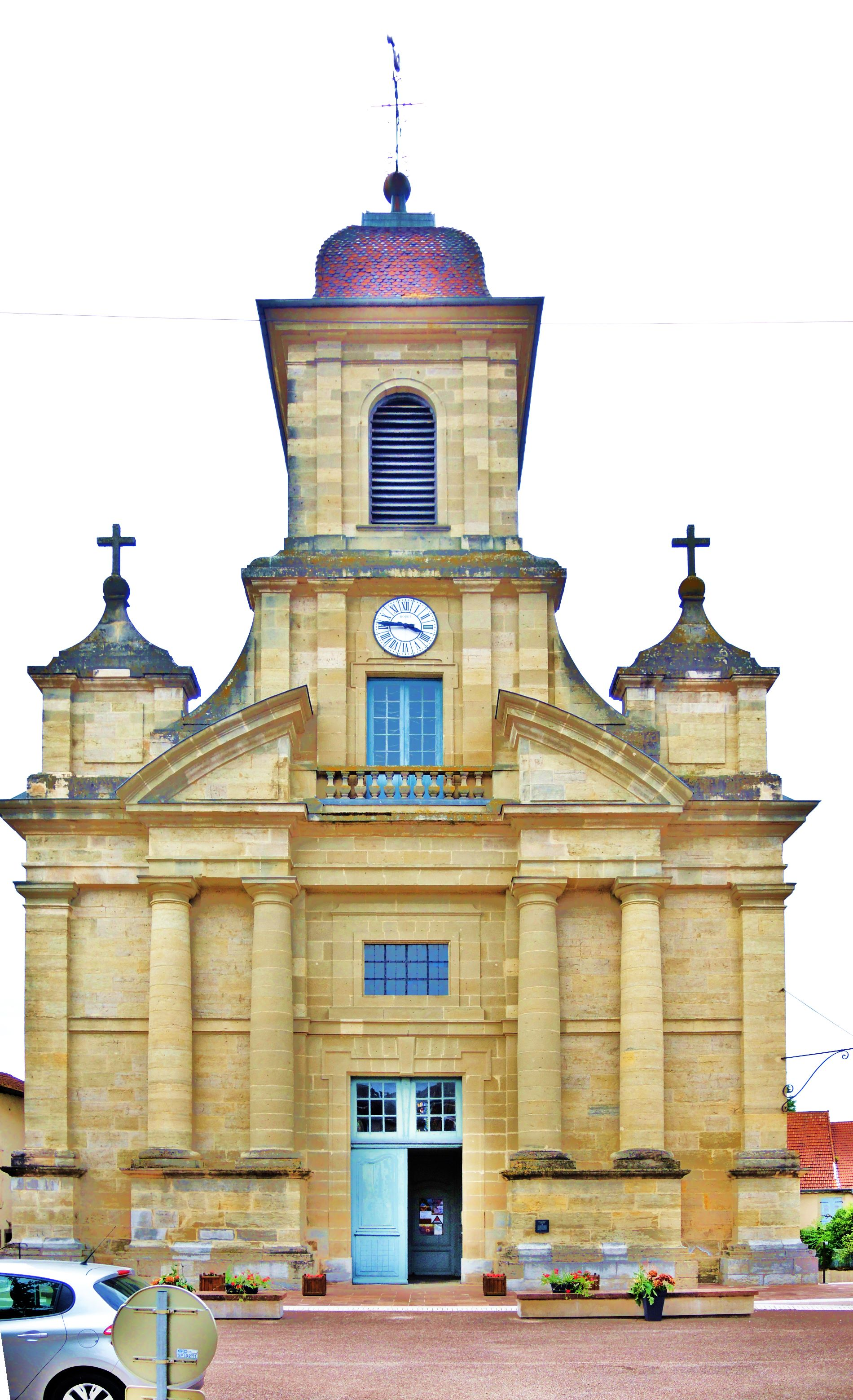
Biserica „de la Nativité de Notre-Dame”

- Casa Cardinal Sommier: Clădire cu o frumoasă fațadă în stil renascentist.
- Castelul Vauvillers: Construit în secolul al XVIII-lea de Gaspard de Clermont-Tonnerre, acoperit cu țigle vernisate multicolore.
- Biserica „de la Nativité de Notre-Dame de Vauvillers”: Biserică din secolul al XVII-lea.
- Grande Fontaine de Vauvillers: Fântână din Vauvillers.
- Halles de Vauvillers: Halele din secolul al XVI-lea, cu o structură masivă de lemn.
- Presbiteriul din Vauvillers.

### Personalități
- Familia de Gaulle este originară din Vauvillers, unde primii săi strămoși cunoscuți erau viticultori și comercianți.